# Oliver Abildgaard
Oliver Abildgaard (Hasseris, 10 de junio de 1996) es un futbolista danés que juega en la demarcación de centrocampista para la U. C. Sampdoria de la Serie B.

## Selección nacional
Tras jugar con la selección de fútbol sub-20 de Dinamarca y la sub-21, finalmente el 11 de noviembre de 2020 hizo su debut con la selección de fútbol de Dinamarca en un encuentro amistoso contra Suecia que finalizó con un resultado de 2-0 a favor del combinado danés tras los goles de Jonas Wind y Alexander Bah.

## Clubes
| Club                  | País      | Año       | Partidos | Goles |
| --------------------- | --------- | --------- | -------- | ----- |
| Aalborg BK            | Dinamarca | 2015-2020 | 87       | 4     |
| F. C. Rubin Kazán     | Rusia     | 2020-2022 | 62       | 1     |
| Celtic F. C. (cedido) | Escocia   | 2022-2023 | 9        | 0     |
| Hellas Verona F. C.   | Italia    | 2023      | 13       | 0     |
| Como 1907             | Italia    | 2023-2024 | 30       | 2     |
| Pisa S. C. (cedido)   | Italia    | 2024-2025 | 25       | 0     |
| U. C. Sampdoria       | Italia    | 2025-     |          |       |